# Біскупиці (Буський повіт)
Біскупиці (пол. Biskupice) — село в Польщі, у гміні Пацанув Буського повіту Свентокшиського воєводства.
Населення — 110 осіб (2011).
У 1975-1998 роках село належало до Келецького воєводства.

## Демографія
Демографічна структура на день 31 березня 2011 року:
|          | Загалом | Допрацездатний вік | Працездатний вік | Постпрацездатний вік |
| -------- | ------- | ------------------ | ---------------- | -------------------- |
| Чоловіки | 55      | 4                  | 40               | 11                   |
| Жінки    | 55      | 4                  | 29               | 22                   |
| Разом    | 110     | 8                  | 69               | 33                   |